# Cheng Hefang
Dans ce nom chinois, le nom de famille, Cheng, précède le nom personnel.
Pour les articles homonymes, voir Cheng.
Cheng Hefang (chinois : 程和芳), née le 1er septembre 1995, est une joueuse de parabadminton chinoise concourant en SL4 pour les athlètes pouvant se tenir debout mais ayant une déficience au niveau d'un membre inférieur.

## Biographie
On lui diagnostique une dislocation congénitale de la hanche gauche à l'école primaire.

## Palmarès

### Jeux paralympiques

#### En individuel
| Date | Lieu                               | Compétitrice       | Score               | Résultat |
| ---- | ---------------------------------- | ------------------ | ------------------- | -------- |
| 2021 | Gymnase olympique de Yoyogi, Tokyo | Leani Ratri Oktila | 21-19, 17-21, 21-16 | Or       |

#### En double féminin
| Date | Lieu                               | Partenaire | Compétitrices                         | Score        | Résultat |
| ---- | ---------------------------------- | ---------- | ------------------------------------- | ------------ | -------- |
| 2021 | Gymnase olympique de Yoyogi, Tokyo | Ma Huihui  | Leani Ratri Oktila Khalimatus Sadiyah | 18-21, 12-21 | Argent   |

### Championnats du monde

#### En individuel
| Date | Lieu                      | Compétitrice       | Score        | Résultat |
| ---- | ------------------------- | ------------------ | ------------ | -------- |
| 2019 | Halle Saint-Jacques, Bâle | Leani Ratri Oktila | 16-21, 16-21 | Argent   |
| 2017 | Dongchun Gymnasium, Ulsan | Leani Ratri Oktila | 21-14, 21-13 | Or       |

#### En double féminin
| Date | Lieu                      | Partenaire | Compétitrices                         | Score        | Résultat |
| ---- | ------------------------- | ---------- | ------------------------------------- | ------------ | -------- |
| 2019 | Halle Saint-Jacques, Bâle | Ma Huihui  | Leani Ratri Oktila Khalimatus Sadiyah | 21-17, 21-12 | Or       |
| 2017 | Dongchun Gymnasium, Ulsan | Ma Huihui  | Parul Parmar Akiko Sugino             | 16-21, 19-21 | Argent   |